# A Classical
A Classical – remiksowy album japońskiej piosenkarki Ayumi Hamasaki. Płyta została wydana 8 stycznia 2013 roku. Remix album jest trzecim wydawnictwem z serii świętującej 15. rocznicę piosenkarki. Zawiera 10 utworów zremiksowanych w klasyczne wersje. Album osiągnął 1 pozycję w rankingu Oricon, sprzedano 25 049 egzemplarzy.

## Lista utworów
| #  | Tytuł       | Oryginalny album     | Czas |
| -- | ----------- | -------------------- | ---- |
| 1  | "M"         | I am... (2002)       | 4:27 |
| 2  | "Love song" | Love songs (2010)    | 4:17 |
| 3  | "SEASONS"   | Duty                 | 4:15 |
| 4  | "You & Me"  | A SUMMER BEST (2012) | 5:27 |
| 5  | "BLUE BIRD" | Secret (2006)        | 4:24 |
| 6  | "Days"      | NEXT LEVEL (2009)    | 5:07 |
| 7  | "Voyage"    | RAINBOW (2002)       | 5:08 |
| 8  | "Song 4 u"  | LOVE (2012)          | 3:48 |
| 9  | "Missing"   | LOVE (2012)          | 4:58 |
| 10 | "Dearest"   | I am... (2002)       | 5:26 |